# Siria en los Juegos Paralímpicos de Londres 2012
Siria estuvo representada en los Juegos Paralímpicos de Londres 2012 por cinco deportistas, tres hombres y dos mujeres. El equipo paralímpico sirio no obtuvo ninguna medalla en estos Juegos.